# 탄소 마이크로폰

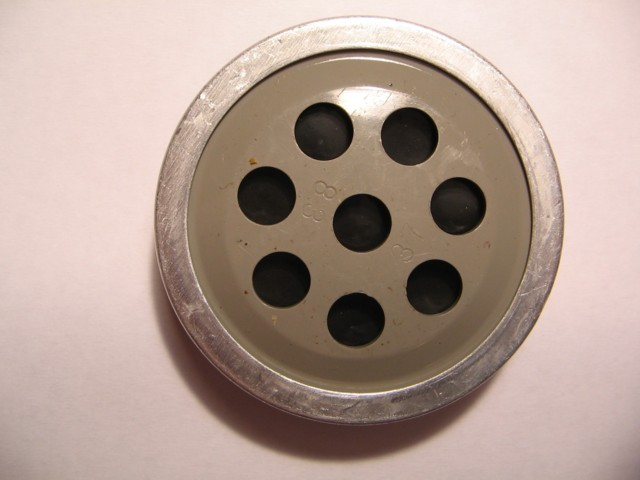
탄소 마이크로폰 (1976년)

탄소 마이크로폰 또는 카본 마이크로폰(carbon microphone)은 소리를 전기적 오디오 신호로 변환하는 트랜스듀서인 마이크로폰의 일종이다.
진동판으로서는 엷은 운모판(蕓母板)이 쓰이고 있다. 이 운모판이 소리를 받아서 기계적으로 진동하면 속에 있는 탄소가루에 가해지는 힘이 변화하여 탄소가루 사이의 접촉저항 값이 변화한다. 탄소가루에 직류의 전류를 흘려 두고 작동판에 소리를 가하면 탄소가루 사이의 접촉저항의 값의 변화에 따라 전류가 변화하는데 이 변화하는 전류가 곧 신호전류이다.
탄소마이크로폰은 다른 것에 비하여 훨씬 감도가 높으나 잡음이 많고, 더욱이 온도·습도·기압 등의 영향을 받기 쉽고 동작이 안정하지 못하다. 이 때문에 좋은 감도만을 살린 전화의 송화기 이외에는 거의 쓰이지 않게 되었다.

## 역사
적절한 음성 통신을 가능케 한 최초의 마이크로폰은 (느슨히 접촉하는 형태의) 카본 마이크로폰(당시 트랜스미터로 불림)이었다. 이는 1878년 잉글랜드의 데이비드 에드워드 휴스와 미국의 에밀레 베를리너, 토머스 에디슨에 의해 독립적으로 개발되었다. 에디슨이 1877년 중순 첫 특허를 받긴 했지만 휴스는 그에 앞서 수년 전 수많은 목격자들 앞에서 작업 중인 장치를 시연하였으며 대부분의 역사가들은 휴스에게 발명가 자격을 부여한다.